# Cabinet Vogel II (Rhénanie-Palatinat)
Land de Rhénanie-Palatinat
Vogel I Vogel III
Pour les articles homonymes, voir Cabinet Vogel.
Le cabinet Vogel II (en allemand : Kabinett Vogel II) était le gouvernement en fonction dans le Land de Rhénanie-Palatinat (Allemagne) du 18 mai 1979 au 18 mai 1983. Dirigé par Bernhard Vogel, il était constitué de la seule Union chrétienne-démocrate d'Allemagne (CDU).

## Composition
| Poste                                                                              | Ministre                                       | Ministre                                    | Parti |
| ---------------------------------------------------------------------------------- | ---------------------------------------------- | ------------------------------------------- | ----- |
| Ministre-président                                                                 |                                                | Bernhard Vogel                              | CDU   |
| Ministre des Affaires fédérales (12/06/1981)                                       |                                                | Johann Wilhelm Gaddum                       | CDU   |
| Ministre de l'Intérieur et des Sports                                              |                                                | Kurt Böckmann                               | CDU   |
| Ministre de la Justice                                                             |                                                | Otto Theisen (jusqu'au 13/12/1979)          | CDU   |
| Ministre de la Justice                                                             | Carl-Ludwig Wagner (jusqu'au 12/06/1981)       |                                             | CDU   |
| Ministre de la Justice                                                             | Waldemar Schreckenberger (jusqu'au 05/10/1982) |                                             | CDU   |
| Ministre de la Justice                                                             | Intérim de Carl-Ludwig Wagner                  |                                             | CDU   |
| Ministre des Finances                                                              |                                                | Johann Wilhelm Gaddum (jusqu'au 12/06/1981) | CDU   |
| Ministre des Finances                                                              | Carl-Ludwig Wagner                             |                                             | CDU   |
| Ministre de l'Éducation                                                            |                                                | Hanna-Renate Laurien (jusqu'au 12/06/1981)  | CDU   |
| Ministre de l'Éducation                                                            | Georg Gölter                                   |                                             | CDU   |
| Ministre des Affaires sociales, de la Santé et de l'Environnement                  |                                                | Georg Gölter (jusqu'au 12/06/1981)          | CDU   |
| Ministre des Affaires sociales, de la Santé et de l'Environnement                  | Rudi Geil                                      |                                             | CDU   |
| Ministre de l'Agriculture, de la Viticulture et des Forêts Vice-Ministre-président |                                                | Otto Meyer                                  | CDU   |
| Ministre de l'Économie et des Transports                                           |                                                | Heinrich Holkenbrink                        | CDU   |